# Antonio Rivas González
Antonio Francisco Rivas González (6. května 1968, Barsinghausen, Dolní Sasko – 1. srpna 2017, Santander) byl španělský římskokatolický kněz, řeholník, překladatel, skaut a amatérský potápěč. Dlouhodobě působil v augustiniánské komunitě u sv. Tomáše v Praze na Malé Straně.

## Život
Antonio Francisco Rivas González se narodil rodičům Antoniu Rivasovi Beginesovi a Josefině González Marcos, jeho otec pocházel z Andalusie a matka z Palencie v Kastilii a Leónu, nicméně rodiče byli zaměstnáni v Německu, kde se v Barsinghausenu u Hannoveru Antonio narodil. Když bylo Antoniovi 6 let, tak se rodina přestěhovala zpět domů do Palencie, kde Antoniův otec získal zaměstnání v automobilce FASA Renault a Antonio mohl nastoupit školní docházku ve Španělsku. Ve 14 letech začal navštěvovat augustiniánskou školu sv. Augustina, po absolvování maturity nastoupil do noviciátu v klášteře Santa Maria de la Vid (La Vid, provincie Burgos). Sliby chudoby, čistoty a poslušnosti podle řehole sv. Augustina složil 6. září 1986. Nástup do noviciátu nelehce nesl jeho otec, ale se synovým rozhodnutím se smířil, když viděl, že jej naplňuje. Antonio Rivas pokračoval studiem teologie a filosofie (v La Vid a v Los Negrales v Collado Villalba u Madridu), studia završil po 6 letech kněžským svěcením 12. července 1992 v La Vid.
Po kněžském svěcení nastoupil službu v augustiniánské škole Colegio San Agustín v Madridu, zde působil v letech 1992–1995 jako učitel španělštiny a náboženství, kromě toho se věnoval pastoraci mládeže a vedl skautský oddíl Grupo Scout 151 San Agustín. V letech 1995–1997 pak působil ve farnosti u sv. Anny (Santa Ana y La Esperanza) v madridském obvodu Moratalaz. V roce 1998 získal po studiu na madridské Universidad Complutense magisterský titul z germanistiky.
V roce 1997 byl řeholním představeným vyslán do Prahy, nejprve působil rok v Praze, pak v letech 1998–2001 u augustiniánů na Starém Brně. Od roku 2001 do své smrti v roce 2017 pak byl farním vikářem a administrátorem farnosti u sv. Tomáše na Malé Straně. Po určitou dobu též zastával funkci duchovního pověřeného péčí o španělskojazyčné věřící v Praze a administrátorem excurrendo Římskokatolické farnosti Svatá Dobrotivá – Zaječov.
V Praze na Filosofické fakultě Univerzity Karlovy studoval doktorát z překladatelství a tlumočnictví, kvůli předčasné smrti jej však nedokončil. Do španělštiny překládal z češtiny, angličtiny, němčiny i italštiny, naučil se češtině, jeho čeština byla „kultivovaná“. V rámci studia u prof. Miguela Ángela Vegy přeložil Nerudovy Povídky malostranské. V Praze vyučoval španělštinu na augustiniánské škole v Praze-Krči, založil tam a vedl skautský oddíl (s číslem 151 odkazující na číslo madridského oddílu) patřící do 7. skautského střediska Blaník. Byl členem pěveckého sboru, ve volném čase četl a věnoval se potápění. Přátelé a farníci jej popisovali jako velmi usměvavého, radostného, srdečného, velkorysého a obětavého kněze, byl přezdíván Toni či Cerebrito (česky doslova „Hlavička“ či „Mozeček“ – pro přemýšlivost a inteligenci), jeho skautská přezdívka byla Losos. Krátce před smrtí napsal pro Katolický týdeník text o stavu katolické církve ve Španělsku.

### Úmrtí a pohřeb
Antonio Rivas zemřel předčasně 1. srpna 2017 ve španělském Santanderu během akce, kdy se jel potápět spolu s přáteli z Palencie. Pravděpodobně kvůli mechanické závadě na přívodní kyslíkové trubici utonul, přes snahu přátel a záchranářů zemřel v přístavu, bylo mu uděleno apoštolské požehnání.
Pohřeb se konal 3. srpna v 12.00 v kapli pohřebního ústavu v Palencii, zádušní mši předsedal generální převor augustiniánů Alejandro Moral Antón OSA, spolu s ním ji sloužili tři biskupové: Manuel Herrero z Palencie, emeritní biskup palencijský Nicolás Castellanos a Mariano Moreno, emeritní biskup z Cafayate v Argentině. Do hrobu byl uložen na hřbitově Nuestra Señora de los Angeles v Palencii. 6. srpna se pak konaly dvě zádušní mše v kostele sv. Tomáše v Praze. Antonio Rivas zemřel v 26. roku kněžského života (krátce před úmrtím oslavil v Praze 25. výročí kněžského svěcení) a v 31. roce života řeholního.

## Dílo

### Překlady
Antonio Rivas přeložil několik českých knih do španělštiny:
- HALÍK, Tomáš. Paciencia con Dios: Cerca de los lejanos (Vzdáleným nablízku)
- HALÍK, Tomáš. Paradojas de la fe en tiempos posoptimistas (Paradoxy malé víry v postoptimistické době)[19]
- HALÍK, Tomáš. Noc zpovědníka (2016)[20]
- NERUDA, Jan. Povídky malostranské – Cuentos de la Malá Strana (2017)[21][22][23][24]